# Sborový generál
Sborový generál je generálská hodnost existující v ozbrojených silách některých zemí pro generály velící sboru či zastávající jiné významné postavení. Nižší hodností typicky bývá divizní generál a vyšší armádní generál. 
Odpovídá přibližně hodnosti generálporučíka ostatních armád a v systému hodností NATO dle standardizačního ujednání STANAG 2116 stupni OF-8.
Příklady zahrnují například francouzskou hodnost général de corps d'armée, italskou generale di corpo d'armata či general de cuerpo del ejército užívanou armádami některých latinskoamerických zemí. 

## Alžírsko
V ozbrojených silách Alžírska vznikla hodnost sborového generála v roce 1994 a představuje jejich nejvyšší hodnostní stupeň. Nižší hodností je generálmajor.

## Československo
V Československé armádě vznikla hodnost sborový generál (slovensky zborový generál) v roce 1947 a zanikla v roce 1953, kdy byla v rámci celkové změny systému generálských hodností nahrazena hodností generálplukovník.
Nižší hodností byl divisní generál a vyšší armádní generál.
Hodnost nebyla nutně spojena s velením armádnímu sboru (jejichž velitelé byli často v hodnosti divizního generála, podobně jako za první republiky), a mezi její držitele patřili například i velitel letectva Alois Vicherek nebo náčelník Hlavního štábu Šimon Drgáč.
Označení hodnosti bylo původně tvořeno zkříženými meči a třemi zlatými pěticípými hvězdami na  náramenících lemovaných zlatou sutaškou, stejného typu jako užívali vyšší důstojníci, a po roce 1951 třemi stříbrnými hvězdami na vyztužených náramenících sovětského typu s dekorativním lomeným dezénem žluté (na slavnostní uniformě zlaté) barvy.

## Francie
| Général de corps d'armée | Général de corps aérien |

Ozbrojené síly Francie užívají hodnost sborového generála jak u armády (francouzsky général de corps d'armée, doslova generál armádního sboru) tak u letectva (francouzsky général de corps aérien, generál vzdušného sboru). 
V roce 1921 se ve francouzských předpisech týkajících se označení generálských hodností poprvé objevilo označení čtyřmi hvězdami pro funkci „divizní generál velící armádnímu sboru“ (général de division commandant un corps d'armée) a v roce 1939 z ní vznikla hodnost sborového generála v nynější podobě.
Nižší hodností je divizní generál a vyšší armádní generál (général d'armée, resp. u letectva général d'armée aérienne).

Hodnost général de corps d'armée existuje i u Gendarmerie nationale.

## Chorvatsko
| Hodnostní označení u pozemního vojska | Distinkce u vzdušných sil |

V ozbrojených silách Chorvatska existuje hodnost sborového generála (chorvatsky general zbora) jak u vojsk pozemních tak u letectva a sil protivzdušné obrany. 
V soustavě hodností NATO odpovídá stupni OF-9. 
Nižší hodností je general pukovnik a vyšší stožerni general.

## Itálie
Italské ozbrojené síly užívají hodnost sborového generála jak u armády (italsky generale di corpo d'armata), tak i letectva (generale di squadra aerea).
Nižší hodností je divizní generál (generale di divisione, u letectva generale di divisione aerea). Vyšší hodností je generál (generale), ta je však v současnosti vyhrazena jen náčelníku generálního štábu italských ozbrojených sil (Stato Maggiore della Difesa), proto existuje mezistupeň  „sborový generál se zvláštními pověřeními“ (generale di corpo d'armata con incarichi speciali a generale di squadra aerea con incarichi speciali) jehož nositel je po dobu výkonu vyšší funkce (například náčelníka hlavního štábu letectva či pozemních sil) označen distinkcemi vyššího stupně generale, ale s jednou z hvězd, resp. hodnostních prýmků, lemovanými červeně, a formálně stále zůstává držitelem hodnosti pouze sborového generála.
Ekvivalentní hodnost u jiných než bojových složek armády, například technických  či týlového zabezpečení, je označována jako tenente generale (generálporučík).
Hodnost generale di corpo d'armata je užívána i bezpečnostními sbory jako jsou Carabinieri a Guardia di Finanza.
| Generale di corpo d'armata | Generale di squadra aerea | Generale di corpo d'armata con incarichi speciali | Generale di squadra aerea con incarichi speciali | Generale di corpo d'armata (Carabinieri) |
| -------------------------- | ------------------------- | ------------------------------------------------- | ------------------------------------------------ | ---------------------------------------- |
|                            |                           |                                                   |                                                  |                                          |

## Kuba
Ozbrojené síly Kuby užívají hodnost General de Cuerpo de Ejército u letectva i pozemních sil.
Nižší hodností je General de División a vyšší General de Ejército.

## Švýcarsko
| Hodnostní označení | Képi |

Švýcarské ozbrojené síly užívají hodnost sborový velitel (francouzsky commandant de corps, italsky comandante di corpo, německy Korpskommandant, rétorománsky cumandant da corp, zkratkou cdt C a KKdt) jako hodnost pro nejvyšší důstojníky ve své velitelské struktuře, například pro náčelníka generálního štábu a vrchní velitele pozemních a vzdušných sil. Odpovídá hodnosti generálporučíka jiných států.
Nižší hodností je divizionář. Sborový velitel je nejvyšší hodností ozbrojených sil Švýcarska v čase míru, vyšší hodnost generál je udílena Spolkovým shromážděním pouze v době války či ohrožení země vrchnímu veliteli veškerých ozbrojených sil.